# メイソン・モンゴメリー
メイソン・ジャック・モンゴメリー（Mason Jack Montgomery, 2000年6月17日 - ）は、アメリカ合衆国テキサス州オースティン出身のプロ野球選手（投手）。左投左打。MLBのタンパベイ・レイズ所属。

## 経歴
2018年のMLBドラフト39巡目（全体1158位）でシカゴ・ホワイトソックスから指名されたが、この時は契約せずにテキサス工科大学へ進学した。
その後、2021年のMLBドラフト6巡目（全体191位）でタンパベイ・レイズから指名され、プロ入り。契約後、傘下のルーキー級フロリダ・コンプレックスリーグ・レイズでプロデビュー。5試合（先発4試合）に登板して1勝0敗、防御率0.84、20奪三振を記録した。
2022年はA+級ボーリンググリーン・ホットロッズとAA級モンゴメリー・ビスケッツでプレーし、2チーム合計で27試合に先発登板して6勝3敗、防御率2.10、171奪三振を記録した。
2023年はAA級モンゴメリーとAAA級ダーラム・ブルズでプレーし、2チーム合計で29試合に先発登板して7勝4敗、防御率3.98、144奪三振を記録した。
2024年、マイナーではAAA級ダーラムでプレーし、31試合（先発14試合）に登板して1勝7敗2セーブ、防御率6.26、105奪三振を記録した。9月5日にメジャー契約を結んでアクティブ・ロースター入りすると、同日のミネソタ・ツインズ戦でメジャー初登板を果たした。この年メジャーでは9試合に登板して防御率1.86、17奪三振を記録した。

## 投球スタイル
上体を後ろに反らせて真上から大きく投げ込んでくる変則的なフォームが特徴である。浮き上がる軌道のフォーシームを高めに、スライダーとチェンジアップを低めに投げ分け、ハイペースで三振を奪う。

## 詳細情報

### 年度別投手成績
| 年 度    | 球 団    | 登 板 | 先 発 | 完 投 | 完 封 | 無 四 球 | 勝 利 | 敗 戦 | セ 丨 ブ | ホ 丨 ル ド | 勝 率 | 打 者 | 投 球 回 | 被 安 打 | 被 本 塁 打 | 与 四 球 | 敬 遠 | 与 死 球 | 奪 三 振 | 暴 投 | ボ 丨 ク | 失 点 | 自 責 点 | 防 御 率 | W H I P |
| -------- | -------- | ----- | ----- | ----- | ----- | -------- | ----- | ----- | -------- | ----------- | ----- | ----- | -------- | -------- | ----------- | -------- | ----- | -------- | -------- | ----- | -------- | ----- | -------- | -------- | ------- |
| 2024     | TB       | 9     | 0     | 0     | 0     | 0        | 0     | 0     | 0        | 3           | ----  | 37    | 9.2      | 6        | 0           | 5        | 0     | 0        | 17       | 0     | 0        | 2     | 2        | 1.86     | 1.14    |
| MLB：1年 | MLB：1年 | 9     | 0     | 0     | 0     | 0        | 0     | 0     | 0        | 3           | ----  | 37    | 9.2      | 6        | 0           | 5        | 0     | 0        | 17       | 0     | 0        | 2     | 2        | 1.86     | 1.14    |

- 2024年度シーズン終了時

### 年度別守備成績
| 年 度 | 球 団 | 投手（P） | 投手（P） | 投手（P） | 投手（P） | 投手（P） | 投手（P） |
| 年 度 | 球 団 | 試 合     | 刺 殺     | 補 殺     | 失 策     | 併 殺     | 守 備 率  |
| ----- | ----- | --------- | --------- | --------- | --------- | --------- | --------- |
| 2024  | TB    | 9         | 0         | 1         | 0         | 0         | 1.000     |
| MLB   | MLB   | 9         | 0         | 1         | 0         | 0         | 1.000     |

- 2024年度シーズン終了時

### 背番号
- 48（2024年 - ）